# Liotryphon heterocerus
Liotryphon heterocerus är en stekelart som först beskrevs av Hensch 1930.  Liotryphon heterocerus ingår i släktet Liotryphon och familjen brokparasitsteklar. Inga underarter finns listade i Catalogue of Life.